# Championnat d'Autriche d'échecs
Le Championnat d'Autriche d'échecs est une épreuve  organisée par la Fédération autrichienne des échecs (Österreichischer Schachbund).
La première édition a eu lieu en 1929 à Innsbruck. Il s'agit d'un tournoi annuel depuis 1947.

## Championnats officiels

### Multiples vainqueurs
11 victoires
- Nikolaus Stanec (six titres de 1995 à 2000, quatre titres de 2002 à 2005 et en 2018)

3 victoires
- Erich Eliskases (en 1929, 1936 et 1937)
- Andreas Dückstein (en 1954, 1956 et 1977)
- Markus Ragger (en 2008, 2009 et 2010)

2 titres
- Josef Lokvenc (en 1951 et 1953)
- Franz Auer (en 1955 et 1957)
- Karl Janetschek (en 1967 et 1973)
- Karl Röhrl (en 1969 et 1971)
- Franz Hölzl (en 1975 et 1981)
- Adolf Herzog (en 1978 et 1983)
- Josef Klinger (en 1985 et 1993)
- Alexander Fauland (en 1989 et 1994)
- Siegfried Baumegger (en 2001 et 2007)
- Dawit Schengelia (en 2010 et 2015)
- Georg Fröwis (en 2011 et 2016)

### 1929 à 1937
| An   | Ville     | Champion                                        |
| ---- | --------- | ----------------------------------------------- |
| 1929 | Innsbruck | Erich Eliskases Eduard Glass                    |
| 1930 | Graz      | Franz Kunert                                    |
| 1931 | Bregenz   | Herbert Berghofer Karl Palda                    |
| 1933 | Vienne    | Immo Fuss                                       |
| 1934 | Vienne    | David Podhorzer                                 |
| 1936 | Semmering | Erich Eliskases (match contre Rudolf Spielmann) |
| 1937 | Semmering | Erich Eliskases (match contre Rudolf Spielmann) |

### Depuis 1947
| An   | Lieu                   | Champion                         | Lieu du championnat féminin | Championne                 |
| ---- | ---------------------- | -------------------------------- | --------------------------- | -------------------------- |
| 1947 | Bad Ischl              | Leopold Lenner                   |                             |                            |
| 1948 | Horn                   | Karl Galia                       |                             |                            |
| 1949 | Eferding               | Josef Platt                      |                             |                            |
| 1950 | Melk                   | Rudolf Palme (de)                | Melk                        | Salome Reischer            |
| 1951 | Vienne                 | Josef Lokvenc Thaddäus Leinweber | Vienne                      | Gertrude Wagner            |
| 1952 | Steyr                  | Karl Poschauko (en)              | Graz                        | Salome Reischer            |
| 1953 | Wolfsberg              | Josef Lokvenc                    | Horn                        | Alfreda Hauser             |
| 1954 | Baden bei Wien         | Andreas Dückstein                | Pöchlarn                    | Salome Reischer            |
| 1955 | Prein                  | Franz Auer (en)                  | Vienne                      | Berta Zebinger             |
| 1956 | Prein                  | Andreas Dückstein                | Judenburg                   | Inge Kattinger             |
| 1957 | St. Johann in Tirol    | Franz Auer                       |                             |                            |
| 1958 | Rif-Hallein            | Alexander Prameshuber (en)       | Maria Anzbach               | Inge Kattinger             |
| 1960 | Prein                  | Karl Robatsch                    | Innsbruck                   | Ida Salzmann               |
| 1963 | Burg Ottenstein        | Wilhelm Schwarzbach              |                             |                            |
| 1964 |                        |                                  | Hartberg                    | Inge Kattinger             |
| 1965 | Ottenstein             | Philipp Struner (ru)             |                             |                            |
| 1966 |                        |                                  | Mauerkirchen                | Wilma Samt                 |
| 1967 | Graz                   | Karl Janetschek (en)             |                             |                            |
| 1968 |                        |                                  | Kirchberg am Wechsel        | Hermine Winninger          |
| 1969 | Haag                   | Karl Röhrl (en)                  |                             |                            |
| 1970 |                        |                                  | Seggau                      | Inge Kattinger, Wilma Samt |
| 1971 | Hartberg               | Karl Röhrl                       |                             |                            |
| 1972 |                        |                                  | Rohrbach                    | Wilma Samt                 |
| 1973 | Leoben                 | Karl Janetschek                  |                             |                            |
| 1974 |                        |                                  | Gloggnitz                   | Gertrude Schoisswohl       |
| 1975 | Mösern ob Telfs        | Franz Hölzl (en)                 |                             |                            |
| 1976 |                        |                                  | Krems                       | Alfreda Hausner            |
| 1977 | Mösern ob Telfs        | Andreas Dückstein                |                             |                            |
| 1978 |                        |                                  | Feldkirch                   | Margit Hennings            |
| 1979 | Lienz                  | Adolf Herzog (ru)                |                             |                            |
| 1980 |                        |                                  | Eggenburg                   | Margit Hennings            |
| 1981 | Lienz                  | Franz Hölzl                      |                             |                            |
| 1982 |                        |                                  | Nüziders                    | Margit Hennings            |
| 1983 | Seckau                 | Adolf Herzog                     |                             |                            |
| 1984 |                        |                                  | Kötschach-M.                | Helene Mira                |
| 1985 |                        |                                  | Wolfsberg                   | Josef Klinger (de)         |
| 1986 |                        |                                  | Kirchber a.W.               | Jutta Borek                |
| 1987 | Semriach               | Egon Brestian (en)               |                             |                            |
| 1988 |                        |                                  | Lienz                       | Jutta Borek                |
| 1989 | Bad Schallerbach       | Alexander Fauland (de)           |                             |                            |
| 1990 |                        |                                  | Braunau am Inn              | Maria Horvath              |
| 1991 | Sankt Lambrecht        | Reinhard Lendwai (de)            |                             |                            |
| 1992 |                        |                                  | Neumarkt in Steiermark      | Jutta Borek                |
| 1993 | Gamlitz                | Josef Klinger                    |                             |                            |
| 1994 | Leibnitz               | Alexander Fauland                | Grieskirchen                | Jutta Borek                |
| 1995 | Voitsberg              | Nikolaus Stanec                  |                             |                            |
| 1996 | Leibnitz               | Nikolaus Stanec                  | Grieskirchen                | Helene Mira                |
| 1997 | Mösern                 | Nikolaus Stanec                  | Gallspach                   | Sonja Sommer               |
| 1998 | Tenneck-Werfen         | Nikolaus Stanec                  | Tenneck                     | Ursula Fraunschiel         |
| 1999 | Vienne                 | Nikolaus Stanec                  | Vienne                      | Margit Krasser             |
| 2000 | Frohnleiten            | Nikolaus Stanec                  | Frohnleiten                 | Sonja Sommer               |
| 2001 | Mureck                 | Siegfried Baumegger (de)         | Mureck                      | Helene Mira                |
| 2002 | Oberpullendorf         | Nikolaus Stanec                  | Oberpullendorf              | Helene Mira                |
| 2003 | Hartberg               | Nikolaus Stanec                  | Hartberg                    | Anna-Christina Kopinits    |
| 2004 | Hartberg               | Nikolaus Stanec                  | Hartberg                    | Helene Mira                |
| 2005 | Gmunden                | Nikolaus Stanec                  | Gmunden                     | Sonja Sommer               |
| 2006 | Köflach                | Eva Moser                        | Köflach                     | Anna-Christina Kopinits    |
| 2007 | Tweng                  | Siegfried Baumegger              | Tweng                       | Anna-Christina Kopinits    |
| 2008 | Leoben                 | Markus Ragger                    | Leoben                      | Anna.Christina Kopinits    |
| 2009 | Jenbach                | Markus Ragger                    | Jenbach                     | Anna-Christina Kopinits    |
| 2010 | Vienne                 | Markus Ragger                    | Vienne                      | Eva Moser                  |
| 2011 | Linz                   | Georg Fröwis (de)                | Linz                        | Eva Moser                  |
| 2012 | Zwettl                 | David Shengelia                  | Zwettl                      | Anna-Christina Kopinits    |
| 2013 | Gisingen (Feldkirch)   | Peter Schreiner                  | Feldkirch                   | Veronica Exler             |
| 2014 | Paternion              | Mario Schachinger                | Feldkirch                   | Barbara Teuschler          |
| 2015 | Pinkafeld              | Dawit Schengelia                 | Pinkafeld                   | Katarina Newrkla           |
| 2016 | Sankt Johann im Pongau | Georg Fröwis                     | Sankt Johann im Pongau      | Anna-Lena Schnegg          |
| 2017 | Graz                   | Andreas Diermair                 | Graz                        | Anna-Christina Kopinits    |
| 2018 | Vienne                 | Nikolaus Stanec                  | Vienne                      | Veronica Exler             |
| 2019 | Vienne                 | Nikolaus Stanec                  | Vienne                      | Regina Theissi-Pokomá      |
| 2020 | Graz                   | Valentin Dragnev                 | Graz                        | Elizabeth Hapala           |
| 2021 | Innsbruck              | Markus Ragger                    | Innsbruck                   | Anna-lena Schnegg          |
| 2022 | Vienne                 | Felix Blohberger[1]              | Vienne                      | Annika Fröwis              |
| 2023 | Vienne                 | Siegfried Baumegger (de)[2]      | Vienne                      | Denise Trippold            |
| 2024 | Linz                   | Valentin Dragnev[3]              | Linz                        | Khatarina Newrkla          |

## Championnat féminin
| An   | Lieu   | Championne         |
| ---- | ------ | ------------------ |
| 2022 | Vienne | Annika Fröwis (de) |
| 2023 | Vienne | Denise Trippold    |
| 2024 | Linz   | Katharina Newrkla  |

## Champions d'échecs par correspondance
1. Alexander Prameshuber (1950-1952)
2. Andreas Dückstein, Kurt Kaliwoda (1955-1956)
3. Oskar Kallinger (1957-1958)
4. Leopold Watzl, Alexander Schoisswohl (1958-1959)
5. Eugen Helm (1959-1961)
6. Engelbert Höllinger (1961-1963)
7. Josef Giselbrecht (1963-1965)
8. Friedrich Schätzel (1965-1967)
9. Egon Spitzenberger (1967-1968)
10. Hans Ude (1968-1970)
11. George Danner (1971-1972)
12. Oskar Kallinger (1973-1974)
13. Egon Spitzenberger (1975-1976)
14. Wilhelm Rupp (1977-1978)
15. Peter Roth (1979-1980)
16. Johann Nussbaumer (1981-1982)
17. Franz Juraczka (1983-1984)
18. Anton Strausz (1985-1986)
19. Josef Brandl (1987-1988)
20. Norbert Sommerbauer (1989-1990)
21. Wolfgang Zugrav (1991-1992)
22. Herbert Wohlfahrt (1993-1994)
23. Siegfried Neuschmied (1995-1996)
24. Sven Teichmeister (1997-1998)
25. Wolfgang Humer (1999-2000)
26. Gerhard Stagl (2001-2003)
27. Rüdiger Löschnauer (2003-2004)
28. Rüdiger Löschnauer (2005-2007)[4]
29. Rüdiger Löschnauer (2007-2009)[5]
30. Rüdiger Löschnauer (2009-2011)[6]
31. Gerald Berghöfer (2011-2013)[7]
32. Wolfgang Zugrav (2014-2016)[8]
33. Hannes Rada (2017-2019)[9]
34. Wilfried Spiegel (2020-2022)[10]